# Andreas Voss
Andreas Voss, född 12 mars 1857 i Syke, död 9 april 1924 i Heiligendamm, var en tysk botaniker och hortonom.
Auktorsnamnet Voss kan användas för Andreas Voss i samband med ett vetenskapligt namn inom botaniken; se Wikipediaartiklar som länkar till auktorsnamnet.